# Вадо (футбольный клуб)
Футбольный клуб «Вадо» (итал. Football Club Vado) — профессиональный футбольный клуб из города Вадо-Лигуре, Италия, выступающий на данный момент в итальянской Серии D. Известен как обладатель первого Кубка Италии (1922 год).

## История
Основанный в 1913 году футбольный клуб «Вадо», вошёл в историю итальянского футбола в 1922 году, когда во время первого розыгрыша кубка Италии завоевал свой первый и единственный в истории титул. По пути к финалу «Вадо» последовательно победил две генуэзские команды Fiorente Genova и Molassana Genova, а также Juventus Italia Milano, Pro Livorno и Libertas Firenze. Во время финальной игры 16 июня 1922 года в Генуе с Удинезе Кальчо в основное время обе команды не сумели забить голов, а забитый в дополнительное время Вирджило Левратто мяч принёс лигурийской команде кубок. Позже Левратто выступал за Дженоа и миланский «Интер», а также многократно вызывался в сборную Италии.
В начале своей истории команда играла в основном в любительских лигах, а в 1932 году в первый раз приняла участие в серии С, где продержалась 8 лет. Последующие годы команда вновь провела по большей части в лигурийских любительских лигах. В 40-е и 50-е годы ей несколько раз удавалось ненадолго подниматься в четвёртую лигу и в серию C.
В начале нового тысячелетия «Вадо» снова на несколько лет поднялась в серию D, однако не смогла закрепиться там и после сезона 2007/08, который она завершила на предпоследнем месте была вынуждена играть в лиге Eccellenza Liguria. Год спустя команда вылетела и из неё и в сезоне 2009/10 играла в Promozione Liguria, однако по итогам сезона вернулась в Eccellenza Liguria.

## Достижение
- Обладатель Кубка Италии: 1922 год.
- В сезоне 23/24 за клуб выступал Владимир Михайловский, воспитанник футбольного клуба Крылья Советов.